# 파이널 판타지 레코드 키퍼
파이널 판타지 레코드 키퍼(Final Fantasy Record Keeper, ファイナルファンタジーレコードキーパー)는 DeNA가 개발하고 iOS 및 안드로이드 (운영체제)용으로 퍼블리싱한 부분 유료화 롤플레잉 가챠 게임이다. 이 게임에는 파이널 판타지 시리즈의 다른 게임에 등장하는 캐릭터, 시나리오, 전투와 상호작용하는 오리지널 캐릭터와 스토리가 담겨 있다. 2014년 9월 24일 일본에서, 2015년 3월 26일 전 세계에 출시되었다. 게임 플레이는 주로 2D 스프라이트 그래픽을 갖춘 액티브 타임 배틀즈(Active Time Battles)로 구성된다. 전 세계적으로 천만 건 이상의 다운로드를 기록했으며 일본어, 영어, 프랑스어 및 스페인어로 제공되었다. 2020년에는 영어를 제외한 모든 언어가 영구적으로 제거되었다. 글로벌 버전의 게임 서비스는 2022년 9월 29일에 종료되었지만, 일본 서비스는 2024년 기준 계속되고 있다.

## 평가
| 평가                                                                                                   |        |
| --- | ------ |
| 통합 점수 통합사 점수 메타크리틱 75/100 [ 1 ] 평론 점수 평론사 점수 IGN 6.2/10 [ 2 ] TouchArcade [ 3 ] |        |
| 통합 점수                                                                                              |        |
| 통합사                                                                                                 | 점수   |
| 메타크리틱                                                                                             | 75/100 |
| 평론 점수                                                                                              |        |
| 평론사                                                                                                 | 점수   |
| IGN | 6.2/10 |
| TouchArcade                                                                                            | [ 3 ]  |